# Шулкинське сільське поселення
Шу́лкинське сільське поселення (рос. Шулкинское сельское поселение) — муніципальне утворення у складі Оршанського району Марій Ел, Росія. Адміністративний центр — село Шулка.

## Історія
Станом на 2002 рік існували Кугланурська сільська рада (присілки Великий Кугланур, Малий Кугланур, Мушинці, Руський Кугланур), Лужбеляцька сільська рада (село Красна Річка, присілки Великий Немдеж, Лужбеляк, Новолож, Середній Немдеж), Отарська сільська рада (присілки Александровка, Анісково, Аппаково, Гришунята, Кугенер, Отари, Пеганур), Чирківська сільська рада (присілки Біляєво, Кордемка, Чирки) та Шулкинська сільська рада (село Шулка, присілок Великі Чирки, Дубовляни, Кашнур, Мурзята, Праздничата, Пуялка, Пуялка-Орлово, Солонер, виселок Павловський).
28 квітня 2014 року були ліквідовані Лужбеляцьке сільське поселення (колишні Кугланурська та Лужбеляцька сільські ради) та Чирківське сільське поселення (присілки Біляєво, Кордемка, Пуялка, Пуялка-Орлово, Чирки), їхні території увійшли до складу Шулкинського сільського поселення (село Шулка, присілок Александрвока, Анісково, Аппаково, Великі Чирки, Гришунята, Дубовляни, Кашнур, Кугенер, Мурзята, Отари, Пеганур, Праздничата, Солонер, виселок Павловський).

## Населення
Населення — 2307 осіб (2019, 2762 у 2010, 3079 у 2002).

## Склад
До складу поселення входять такі населені пункти:
| Населений пункт            | Населення, осіб (2002) | Населення, осіб (2010) |
| -------------------------- | ---------------------- | ---------------------- |
| Александровка, присілок    | 1                      | 0                      |
| Анісково, присілок         | 41                     | 2                      |
| Аппаково, присілок         | 159                    | 141                    |
| Біляєво, присілок          | 24                     | 10                     |
| Великий Кугланур, присілок | 328                    | 289                    |
| Великий Немдеж, присілок   | 27                     | 13                     |
| Великі Чирки, присілок     | 67                     | 61                     |
| Гришунята, присілок        | 8                      | 4                      |
| Дубовляни, присілок        | 11                     | 3                      |
| Кашнур, присілок           | 0                      | 0                      |
| Кордемка, присілок         | 19                     | 9                      |
| Красна Річка, село         | 11                     | 15                     |
| Кугенер, присілок          | 32                     | 24                     |
| Лужбеляк, присілок         | 446                    | 475                    |
| Малий Кугланур, присілок   | 20                     | 46                     |
| Мурзята, присілок          | 0                      | 2                      |
| Мушинці, присілок          | 0                      | 0                      |
| Новолож, присілок          | 84                     | 76                     |
| Отари, присілок            | 297                    | 259                    |
| Павловський, виселок       | 5                      | 3                      |
| Пеганур, присілок          | 19                     | 14                     |
| Праздничата, присілок      | 5                      | 13                     |
| Пуялка, присілок           | 7                      | 3                      |
| Пуялка-Орлово, присілок    | 202                    | 163                    |
| Руський Кугланур, присілок | 0                      | 0                      |
| Середній Немдеж, присілок  | 27                     | 29                     |
| Солонер, присілок          | 28                     | 18                     |
| Чирки, присілок            | 523                    | 481                    |
| Шулка, село                | 658                    | 609                    |